# New Castle (Delaware)
New Castle es una ciudad ubicada en el condado de New Castle en el estado estadounidense de Delaware. En el año 2000 tenía una población de 4.862 habitantes y una densidad poblacional de 616 personas por km².

## Geografía
New Castle se encuentra ubicado en las coordenadas 39°39′53″N 75°33′55″O / 39.66472, -75.56528.

## Demografía
Según la Oficina del Censo en 2000 los ingresos medios por hogar en la localidad eran de $52.449, y los ingresos medios por familia eran $56.368. Los hombres tenían unos ingresos medios de $40.153 frente a los $31.571 para las mujeres. La renta per cápita para la localidad era de $24.052. Alrededor del 5,3% de la población estaban por debajo del umbral de pobreza.